# Канале Монтерано
Кана̀ле Монтера̀но (на италиански: Canale Monterano) е малко градче и община в Централна Италия, провинция Рим, регион Лацио. Разположено е на 378 m надморска височина. Населението на общината е 3966 души (към 2010 г.).